# Antonio Fernós-Isern

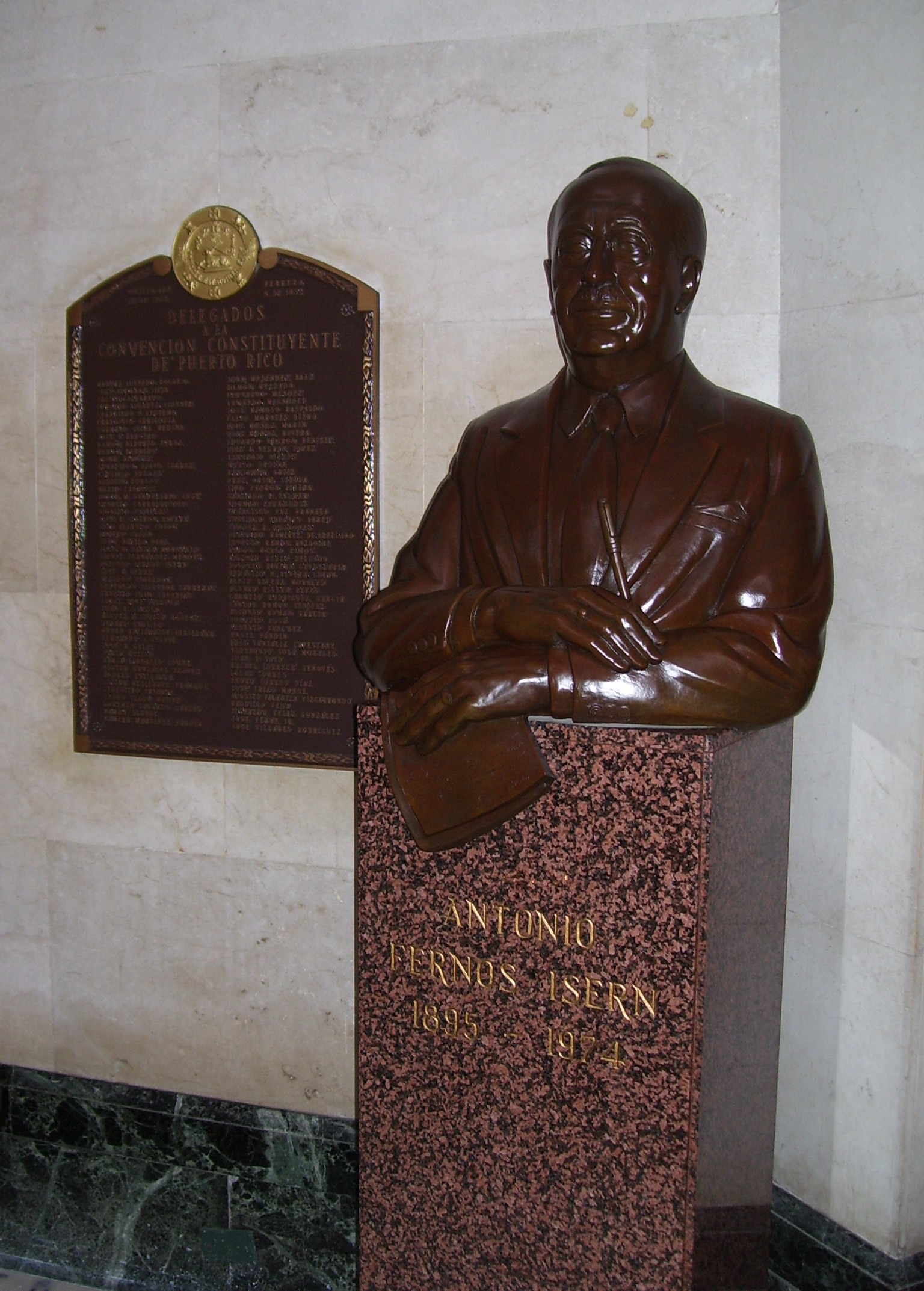
Bust de Fernós-Isern al Capitoli de Puerto Rico.

Antonio Fernós-Isern (San Lorenzo, 10 de maig de 1895 - San Juan, 19 de gener de 1974) fou un cardiòleg i polític portoriqueny, Comissionat Resident de Puerto Rico durant 19 anys al Congrés dels Estats Units.

## Biografia
Fill de Bonaventura Fernós Isern, natural de Tossa de Mar i de Dolores Isern Aponte, natural de San Lorenzo, nasqué a San Lorenzo, Puerto Rico, i estudià a les escoles primàries del municipi de Caguas. La seva família anà a Bloomsburg, Pennsilvània, on va acabar la seva educació d'institut a l'Escola Normal Estatal de Pennsilvània. Després es doctorà el 1915 a l'Escola de Metges i Cirurgians de la Universitat de Maryland.
Quan tornà a Puerto Rico, va practicar la medicina a Caguas durant dos anys. Entre els anys 1918-1933, va ocupar diverses posicions administratives en els serveis de salut de Puerto Rico. El 1918, fou el Director a la Ciutat de San Juan; de 1919 a 1921, fou el Sots-Secretari de Salut; de 1921-23 el Director de Salut de la ciutat; de 1923-29 un altre cop el Sots-Secretari de Salut i de 1930-33 el Secretari de Salut de Puerto Rico.
El 1933, Fernos-Isern va dimitir com a comissari de salut i va anar a Nova York on va completar la seva residència en cardiologia a la Universitat de Colúmbia convertint-se en el "primer" cardiòleg de Puerto Rico. Al seu retorn va ser professor a la "Escola Pública de Medicina Tropical de Puerto Rico",on anteriorment havia servit com ajudant i professor associat.

## Carrera política
El 1937, Fernos-Isern es va unir a Luis Muñoz Marín al Partit Popular Democràtic. El 1941, va servir com a Director de la defensa de civil de l'Àrea Metropolitana de San Juan. El 1942 va retornar per encapçalar el Departament de Salut i d'Habitatge. De 1943 a 1946 Fernos-Isern fou també el governador suplent de Puerto Rico, durant el mandat de Rexford G. Tugwell i el president Franklyn D. Roosevelt.

### Comissionat Resident
El 1946, el governador de Puerto Rico, Jesús T. Piñero, va donar suport a Antonio Fernos-Isern com el seu substitut com a Comissionat Resident al Congrés dels EUA després d'un suport unànime de la legislatura. Fernos-Isern fou reelegit per quatre vegades consecutives, servint un total de dinou anys. Com a Comissionat Resident, Fernos-Isern va jugar una funció molt important convencent al Govern dels Estats Units per donar el dret als Porto-riquenys per governar la seva illa. El 1947 va ser aprovat pel Congrés i signat pel President Harry S. Truman el projecte Crawford que permetia als Porto-riquenys poder elegir el seu governador.
Després del 8 de juny de 1950, el Senat dels Estats Units va aprovar la "Llei Pública 600", permetent a Puerto Rico establir el seu govern local constitucional propi. Fernos-Isern va servir com a president de la Convenció Constitucional, que formular la Constitució de l'Estat Lliure Associat de Puerto Rico.
Fernos-Isern no es va presentar a la re-elecció el 1964. Va retornar a Puerto Rico des de Washington DC i va ser elegit com a Senador, servint entre 1965-1969. Després es va retirar de la política, va retornar a la Universitat de Puerto Rico com Becari Resident on va escriure :El Estado Libre Asociado... (La Commonwealth de Puerto Rico), i Filosofía y Doctrina del Estadolibrismo Puertorriqueño.
Antonio Fernos-Isern va morir a San Juan, Puerto Rico, el 19 de gener de 1974 i va ser enterrat amb honors estatals plens en el cementiri de Santa María Magdalena de Pazzis, localitzat al barri vell de San Juan, Puerto Rico.